# ねむるピンクノイズ
『ねむるピンクノイズ』は、ボカロP・いよわの1作目のアルバムである。2019年11月17日にTHE VOC@LOiD M@STER 43で個人制作アルバム（同人作品）として頒布された。

## リリースまで
いよわが作曲を始めたのは、ゲームソフトの作曲機能で遊んでいたのが最初であった。ニンテンドー3DSのゲームソフトでの作曲から始まり、好きな楽曲の耳コピをするようになり、次第に趣味としてiPhoneの作曲アプリ・GarageBandで楽器を打ち込んで遊ぶようになっていったという。また、高校生の時にシーケンサやオーディオ録音機能のあるキーボード、カシオCTK-7200を購入した。当初はそこに歌唱を載せようとは考えていなかったものの、スマートフォンアプリ版のVOCALOIDの存在を知ったことをきっかけに、VOCALOID楽曲を投稿しようと思い至った。そこで当時高校2年生であったいよわは、2018年2月14日に初のVOCALOID楽曲として『終末のお天気』をニコニコ動画に投稿した。本アルバムは2019年11月17日にTHE VOC@LOiD M@STER 43で個人制作アルバム（同人作品）として頒布され、2020年1月から各種音楽配信サービスにてリリースされた。

## 評価
ライターのnamahogeは、2019年4月頃までのいよわの制作環境がスマートフォンとCTK-7200のみであり、PC環境の導入後もMIDI打ち込みではなく、電子キーボードによる録音を機能制限のある無料のDAWで編集していた点を指摘し、これらの制約が『ねむるピンクノイズ』期のいよわ楽曲を特徴付けていると論じている。具体的には楽器の逆再生やカットアップ、トラックの音飛び演出などがそれらの特徴にあたるとし、『無辜のあなた』における間奏での激しいグリッチ表現、楽曲の構成要素の急停止や反転、ベースがボーカルを潰すようなクリッピング、二番サビでトラックが細切れに断たれる点などを挙げ、「デジタルなパッチワーク」のような曲であると評している。なお、いよわ本人も「書き出した2mixを切り刻んでパンを振るというアホのようなことをしていた」と述べている。『無辜のあなた』の他にも『ラストジャーニー』『わたしは禁忌』『ディアーマイウィッチクラフト』にもnamahoge曰く「裁断された時間の痕跡」ともいえる特徴的な表現がみられるとし、『ねむるピンクノイズ』期のいよわのこうしたグリッチ表現は、物語世界における時間進行の断絶をデジタルなエラーによって表現しているのだと論じている。ライターの栞にフィットする角は本アルバムの音楽性について、いよわ楽曲のなかでも初期衝動と実験性が強い点、楽曲全体に通底する「毒気」を指摘し、indigo la Endやカゲロウプロジェクトからの影響を受けた、「次々に繰り出される鮮烈なエディットや怒涛の展開が耳を圧倒する傑作である」と評価している。また、本作のハイライトはいよわの魅力がわかりやすく表出している『IMAWANOKIWA』であり、その魅力の源は「ボーカルとリード楽曲によるグルーヴ感のコントロールと手引きのピアノによるリズムの跳ね・揺らぎ」であると論じている。
音楽プロデューサーの横川理彦は本アルバム収録曲の『マーシーキリング』について、それ以前の曲に比べて明らかにバックトラックの音質が向上している点を指摘し、本アルバム収録曲はすべて『マーシーキリング』以降の楽曲であることから、この曲以前と以降とで音質的なクオリティになんらかの線引きがあるのだろうと述べている。また、音質が向上した理由についてはCTK-7200を用いたオーディオ録音の割合が向上したのだろうと推測している。本アルバムの最後の楽曲となる『エンゼルケア』については、終盤の雨音で「アルバムが完結する」「アルバム全体として構成がちゃんと考えられている」と評している。
本アルバムのジャケットイラストには霞を帯びたこちらを振り返る少女が描かれている。ライターの栞にフィットする角はジャケットイラストについて「柔らかい雰囲気でありながらも決して手出しを許さない強い気迫を帯びた「少女」」だと述べ、いよわ楽曲にひろく見られるビジョンがこの時点で確立していたのだと評価している。また、霞を帯びている点については、肉体性を欠いた不安定で激しい感情を秘めた音楽性を示唆するものであると述べている。
ライターのしまは、本アルバムのヒットはVOCALOID楽曲シーンに耳慣れない音楽性の楽曲を好意的に捉えられる土壌があることを証明しているのだと述べている。

## 収録曲
| 全作詞・作曲・編曲: いよわ。 |                                  |           |            |                    |      |
| #                            | タイトル                         | 作詞      | 作曲・編曲 | 歌唱               | 時間 |
| 1.                           | 「YURAGI」                       | いよわ    | いよわ     | Instrument         | 1:35 |
| 2.                           | 「夢遊絶頂感」                   | いよわ    | いよわ     | 初音ミク、v flower | 3:12 |
| 3.                           | 「わたしは禁忌」                 | いよわ    | いよわ     | 初音ミク、v flower | 3:14 |
| 4.                           | 「IMAWANOKIWA」                  | いよわ    | いよわ     | 初音ミク           | 4:16 |
| 5.                           | 「ゆるやかな化膿」               | いよわ    | いよわ     | 初音ミク、v flower | 4:06 |
| 6.                           | 「赤色が怖い」                   | いよわ    | いよわ     | 初音ミク、v flower | 4:00 |
| 7.                           | 「ディアーマイウィッチクラフト」 | いよわ    | いよわ     | 初音ミク、v flower | 3:09 |
| 8.                           | 「アダラナ」                     | いよわ    | いよわ     | 初音ミク、v flower | 3:22 |
| 9.                           | 「無辜のあなた」                 | いよわ    | いよわ     | 初音ミク、v flower | 4:58 |
| 10.                          | 「マーシーキリング (2:43)」      | いよわ    | いよわ     | 初音ミク、v flower | 2:43 |
| 11.                          | 「水死体にもどらないで」         | いよわ    | いよわ     | 初音ミク、v flower | 3:52 |
| 12.                          | 「知らない香り」                 | いよわ    | いよわ     | 初音ミク           | 2:54 |
| 13.                          | 「ラストジャーニー」             | いよわ    | いよわ     | 初音ミク、v flower | 4:13 |
| 14.                          | 「エンゼルケア」                 | いよわ    | いよわ     | 初音ミク、v flower | 3:49 |
| 合計時間:                    | 合計時間:                        | 合計時間: | 49:23      |                    |      |